# Kalce, Logatec
Kalce so naselje v Občini Logatec, ki ležijo na robu Logaške kotline ob križišču cest proti Ajdovščini, Idriji in Postojni.

## Arheologija
Odsek zapornega zidu, imenovan Ajdovski zid, se je razprostiral med pobočji Srnjaka in Orlovega griča, ter je od konca 3. do 5. stoletja predstavljal tretji obrambni pas pred antično trdnjavo na Hrušici (latinsko Ad Pirum).